# (2238) Steshenko
(2238) Steshenko (1972 RQ1; 1976 HA1; 1977 RV3; 1978 VP5) ist ein Asteroid des äußeren Hauptgürtels, der am 11. September 1972 vom russischen Astronomen Nikolai Stepanowitsch Tschernych am Krim-Observatorium in Nautschnyj (IAU-Code 095) entdeckt wurde.

## Benennung
(2238) Steshenko wurde nach Nikolai Wladimirowitsch Steschenko (* 1927), dem stellvertretenden Leiter des Krim-Observatoriums, benannt. Er trug zum Erfolg des Projekts der Entdeckung und Beobachtung von Asteroiden bei und ist durch seine Arbeit an Sonnenphysik bekannt.